# District de Lingya

Localisation du district de Lingya.

Le district de Lingya (chinois traditionnel : 苓雅區 ; pinyin : Língyǎ Qū ; Wade : Ling-ya Chü) est un district de Kaohsiung, la deuxième plus grande ville de Taïwan. La population du district est de 187.374 habitants (mars 2007).

## Institutions publiques
- Centre culturel de Kaohsiung
- Hôtel de ville de Kaohsiung
- L'Université nationale normale de Kaohsiung

## Principaux édifices
- La cathédrale du Saint-Rosaire de Kaohsiung
- La mosquée de Kaohsiung.
- Tuntex Sky Tower

## Sources
1. ↑  Household Registration Office, March 2007